# غوردي مورغان
غوردي مورغان (بالإنجليزية: Gordy Morgan) هو مصارع رياضي أمريكي، ولد في 12 أغسطس 1966 في منيابولس في الولايات المتحدة.

## روابط خارجية
- غوردي مورغان على موقع قاعدة بيانات المصارعة الدولية (الإنجليزية)
- غوردي مورغان على موقع أوليمبيديا (الإنجليزية)